# Bruno Borges Fernandes
Bruno Miguel Borges Fernandes (kiejtése: [ˈbɾunu fɨɾˈnɐ̃dɨʃ], ? –) portugál válogatott labdarúgó, a Manchester United játékosa. Ismert gólszerzési, játékszervezési és vezetői képességei miatt, illetve kiemelkedő tizenegyes-hatékonysága és munkabírása. Az angol klub csapatkapitánya. Senki se nyerte el nála többször a Hónap gólja díjat az angol bajnokságban.
Portóban született, pályafutását az olasz másodosztályú Novara játékosaként kezdte, de mindössze egy év után leszerződtette az Udinese, majd három évvel később a Sampdoriába igazolt. Öt Olaszországban töltött év után visszatért szülőhazájába és a Sporting CP játékosa lett, ahol később csapatkapitány lett. 2018-ban és 2019-ben is portugál ligakupa-győztes lett, az utóbbi évben a kupát is elnyerte a csapat. Mindkét évben a szezon játékosának választották és helyet kapott az év csapatában is. A 2018–2019-es évadban rekordnak számító 33 gólt szerzett, amivel az európai labdarúgás történetének egy szezonban legtöbb gólt szerző középpályása lett. Teljesítményeinek köszönhetően több angol csapat is felfigyelt rá, 2020 januárjában a Manchester United csapatához igazolt.
Fernandes utánpótlás-válogatottként szerepelt az U19-es, az U20-as, az U21-es és az U23-as csapatokban is. Tagja volt a 2016-os olimpián szereplő válogatottnak. 2017-ben mutatkozott be a felnőtt csapatban, amit követően ott volt a 2018-as és 2022-es világbajnokságokon, illetve a 2020-as Európa-bajnokságon. Hazai pályán nyerte meg válogatottja a 2019-es Nemzetek Ligája-tornát, beválasztották a torna legjobb csapatába, majd 2025-ben ismét diadalmaskodtak.

## Pályafutása

### Klubcsapatokban

#### Utánpótlás évek
Pályafutását az Infesta játékosaként kezdte meg. Gyerekkorában szerződést ajánlott neki az FC Porto, de ő a Boavista mellett döntött, mert ők biztosították, hogy mindig eljuthasson edzésre, mivel szülei nem tudták minden nap elvinni Portóba. Utánpótlás éveinek nagy részében a Boavista játékosa volt, ahol középhátvédként kezdett játszani, mielőtt 15 évesen támadó középpályás lett belőle.

#### Olaszországban töltött évei
2012. augusztus 27-én csatlakozott a Novara korosztályos csapatához. Az olasz klubnál lett profi labdarúgó. 2013 nyarán csatlakozott az Udinese csapatához. November 3-án mutatkozott be az élvonalban az Internazionale ellen 3–0-ra elvesztett hazai mérkőzésen. December 7-én megszeretze az SSC Napoli ellen az első bajnoki gólját a klub színeiben. 2016. augusztus 16-án aláírt a szintén olasz Sampdoria csapatához. 12 nappal később debütált bajnokin az Atalanta ellen. Szeptember 26-án első gólját is megszerezte a Cagliari Calcio ellen.

#### Sporting
2017. június 27-én 5 éves szerződést írt alá a portugál Sporting csapatával. Első 6 bajnoki mérkőzésén 5 gólt szerzett.

#### Manchester United

##### 2019–2020: az Európa-liga gólkirálya
2020 januárjában az angol Manchester United csapatához szerződött, öt és fél éves szerződést írt alá. A Tottenham Hotspur is érdekelt volt szerződtetésében az előző nyáron, de a megegyezés nem született meg, és a játékos így januárban Manchesterbe igazolt.
Február 1-én mutatkozott be az angol csapatban, 90 percet játszva a Wolverhampton Wanderers elleni 0–0-ás döntetlen során. Február 17-én gólpasszt adott a United második góljához a Chelsea elleni 2–0-ás végeredményű mérkőzésen. A Club Brugge elleni mérkőzésen csereként lépett pályára, debütálva európai kupasorozatban. Első gólját a Watford ellen szerezte február 23-án, büntetőből, a 3–0-ás győzelem során, illetve gólpasszt is adott Mason Greenwoodnak. Első európai találatát az Európa-liga legjobb 16 közé jutásért rendezett fordulójában szerezte, hazai pályán a Club Brugge ellen, ismét büntetőből. A mérkőzés végeredménye 5–0 lett. Március 16-án február hónap játékosának választották. Június 30-án duplázott először a United színeiben, a Brighton & Hove Albion ellen. Júniusi teljesítményeiért több díjat is kapott, beleértve a Premier League hónap játékosa és hónap gólja elismeréseket, amivel az első játékos lett a bajnokság történetében, aki egyszerre nyerte el a kettőt. Cristiano Ronaldo (2006–2007) óta az első United-játékos lett, akit sorozatban egymás után két hónapban a hónap legjobbjának választottak. A Covid19-pandémia miatt elhalasztott szezon végén, 2020 szeptemberében őt szavazták meg az év játékosának, így elnyerte a Sir Matt Busby-díjat.

##### 2020–2021: rekordok és az Európa-liga-döntő
2020. szeptember 26-án Fernandes megszerezte szezonja első gólját a bajnokságban, a Brighton & Hove Albion ellen, a 100. percben. Az egyik legkésőbb szerzett gól volt a Premier League történetében, hiszen az után szerezte, hogy Chris Kavanagh bíró már lefújta a mérkőzést. Ugyan a mérkőzés véget ért, a videóbíró úgy döntött, hogy az utolsó támadás közben a United ellen szabálytalanok voltak a Brighton játékosai. A vörösök megkapták a büntetőt, amit Fernandes berúgott, így 2–1-re nyertek. November 7-én duplázott és gólpasszt adott az Everton elleni győzelem során. A hónap játékosának választották a Premier League-ben novemberre, miután négy gólt szerzett és egy gólpasszt adott a hónapban. Decemberben ismét elnyerte a díjat, három gólt lőve és négy gólpasszt adva. Az első játékos lett a liga történetében, aki egy naptári évben négyszer elnyerte az elismerést. Egy gólt szerzett és két gólpasszt adott a United Premier League-rekordot beállító 9–0-ás győzelme során a Southampton ellen, 2021. február 2-án. Harmadik lett a gólszerzői listán 18 góllal és második a legjobb gólpassz adók között, tizenkettővel.

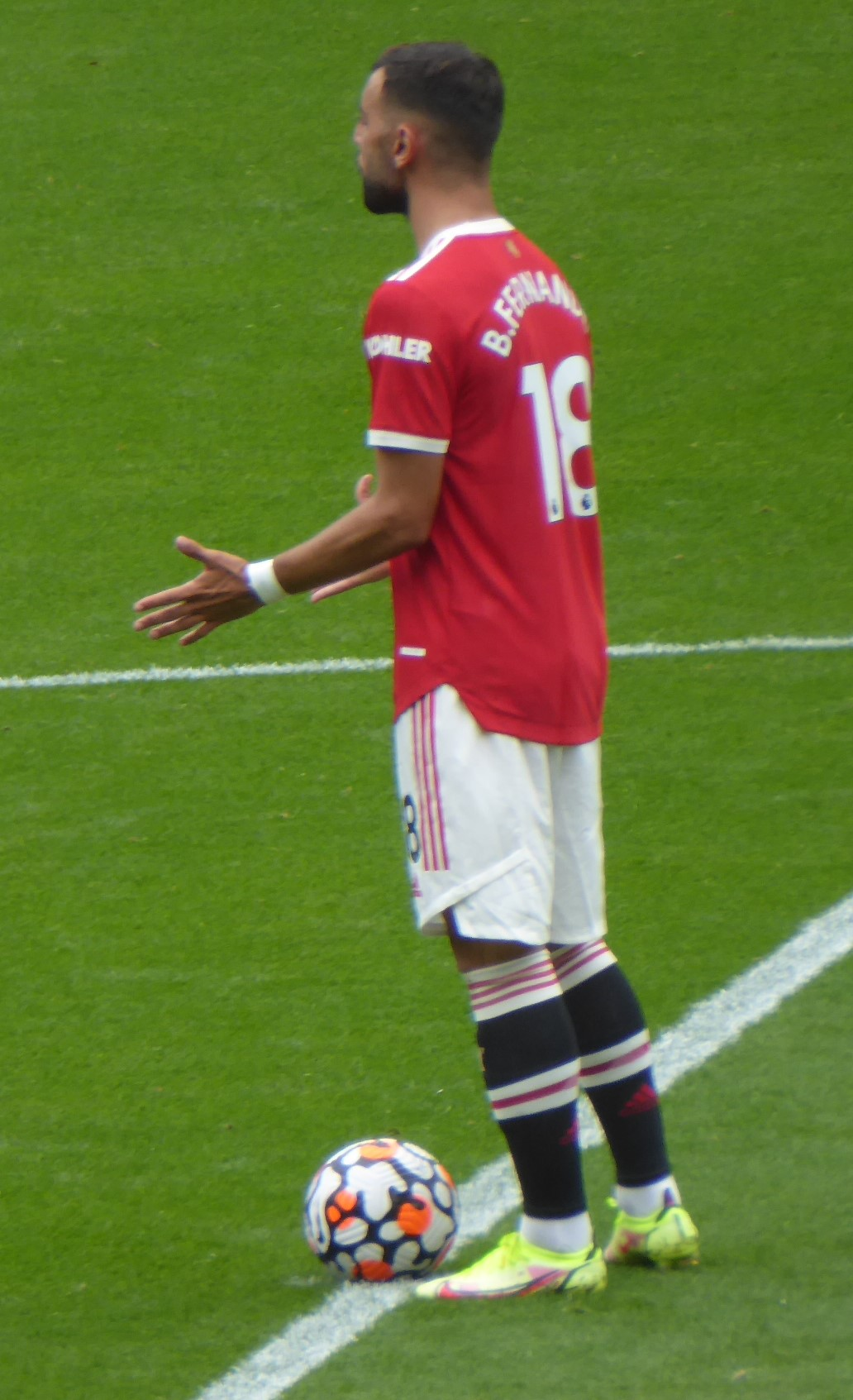
Fernandes a Leeds United ellen

2021 áprilisában, egy nappal azt követően, hogy a Manchester United és tizenegy másik csapat bejelentette az UEFA-bajnokok ligája elhagyását, az Európai Szuperligához való csatlakozásra, Fernandes volt az első játékos, aki felszólalt a terv ellen: „Nem lehet megvenni az álmokat.” Másnapra a United elhagyta a ligát. Április 29-én két gólt szerzett és két gólpasszt adott az AS Roma elleni 6–2-es győzelem során az Európa-liga elődöntőjében, illetve a visszavágón is adott egy gólpasszt. Május 26-án a United 1–1-es döntetlent játszott a döntőben a Villarreal ellen, majd kikaptak a büntetőpárbajban.

##### 2021–2022: az UEFA-bajnokok ligája gólpasszkirálya
2021. augusztus 14-én, a Premier League nyitómérkőzésén Fernandes mesterhármast szerzett a Leeds United elleni 5–1-es mérkőzésen. A csapat következő hazai találkozóján is betalált, a Newcastle United ellen, mielőtt kihagyott egy büntetőt az utolsó percben az Aston Villa ellen két héttel később, amiért bocsánatot kért Instagramon. November 23-án gólpasszt adott Jadon Sanchónak a United 2–0-ás győzelme során a Villarreal ellen, amivel csapata bebiztosította a továbbjutást az UEFA-bajnokok ligája nyolcaddöntőjébe. Ezzel az első angol csapatban játszó játékos lett, aki sorozatban öt mérkőzésen gólpasszt adott. December 2-án lépett századjára pályára a United színeiben Fernandes, megszerezve a vörösök első gólját az Arsenal elleni 3–2-es győzelem során.
2022. április 1-én új, 2026-ig tartó szerződést írt alá a csapattal. Május 2-án lőtte ötvenedik gólját a United mezében, a Brentford ellen. A csapattal együtt teljesítménye visszaesett a szezon második felében és a United rajongóit egyre inkább zavarta, hogy a portugál folyamatosan a bírókkal veszekedett. Annak ellenére, hogy Fernandes lett a 2021–2022-es bajnokok ligája gólpasszkirálya, 7 assziszttal, a United hatodik lett a bajnokságban és csak az Európa-ligába jutott be a következő szezonra.

##### 2022–2023
Július 1-én a Manchester United bejelentette, hogy a játékos mezszáma Juan Mata távozása után a szezon kezdetén 18 helyett 8 lesz, amit a Sportingnál töltött időszakában is viselt. Fernandes első gólját 2022. augusztus 27-én szerezte, a győztes találatot a Southampton ellen.
2023. január 3-án Fernandes 150. alkalommal lépett pályára a United színeiben, amit egy Marcus Rashfordnak adott góllal ünnepelt, a Bournemouth elleni 3–0-ás győzelem során. Két héttel később gólt szerzett és gólpasszt adott (ismét Rashfordnak) a Manchester City elleni városi derbin, amivel hozzásegítette csapatát egy 2–1-es győzelemhez. Január 18-án Paul Scholes mögött a második legtöbb góllal és gólpasszal rendelkező United-középpályás lett, miután betalált a Crystal Palace ellen. Egy héttel később gólt szerzett a ligakupa elődöntőjének 89. percében, a Nottingham Forest ellen. 2023. február 26-án játszott a ligakupa döntőjében, megnyerve első trófeáját a csapattal. Azt követően, hogy Gary Neville kritizálta viselkedését a Liverpool elleni vereség során a bajnokságban, négy nappal később betalált a Real Betis elleni Európa-liga-negyeddöntőben. 2023. március 19-én duplázott az angol labdarúgókupa negyeddöntőjében a Fulham ellen.

##### 2023–napjainkig: a Manchester United csapatkapitánya
A 2023–2024-es szezon előtt, miután Harry Maguire elveszítette a csapatkapitányságot, Fernandes kapta meg a karszalagot, 2023. július 19-én. 2023. szeptember 23-án a Burnley ellen szerzett kapásgóljával harmadjára is elnyerte a Hónap gólja díjat, nála többször senki se kapta meg az elismerést. 2024. május 6-án pályafutása során először hagyott ki mérkőzést sérülés miatt. A szezon végét ennek ellenére kiemelkedő formában zárta, fontos szerepe volt a United kupagyőzelmében.

A 2024–2025-ös szezon első ligakupa-mérkőzésén csereként beállva két gólpasszt adott Christian Eriksennek, a csapat történelmi jelentőségű 7–0-ás győzelme során a Barnsley ellen. November 10-én, 250. pályára lépésén a csapatban, gólt szerzett, megelőzve Éric Cantonát a csapat örökranglistáján. Mindössze a 13. nem brit vagy ír játékos lett a United történetében, aki ilyen sokszor szerepelt a vörös mezben. Novemberben jelölték a hónap játékosa díjra, a hónapban két gólt szerzett és egy gólpasszt adott. 2025. március 13-án mesterhármast szerzett az Európa-liga nyolcaddöntőjében a Real Sociedad ellen, bebiztosítva a United továbbjutását. Találataival a kiírás történetében a legtöbb gólban játszott közvetlen szerepet (41). Következő mérkőzésén gólt szerzett és két gólpasszt adott a Leicester City ellen 3–0-ra megnyert bajnokin. Góljával a portugál már a United történetének tizedik legtöbb gólt és gólpasszt szerző játékosa lett a Premier League-ben. Március legjobbjának választották a Premier League-ben. 2025. április 17-én ő szerezte a Manchester United történetének 5000. gólját az Old Traffordon, az Olympique Lyonnais elleni Európa-liga-negyeddöntő-visszavágó hosszabbításában. A 2024–2025-ös szezonban már negyedjére kapta meg a Sir Matt Busby-díjat, beállítva Cristiano Ronaldo és David de Gea rekordját. A szezon végén elutasított egy több, mint 200 millió fontos ajánlatot a szaúdi el-Áhlítól, hogy Manchesterben maradjon.

### A válogatottban
Részt vett a 2016-os nyári Olimpián és a 2017-es U21-es labdarúgó-Európa-bajnokságon. 2017. november 10-én mutatkozott be a felnőtt válogatottban Szaúd-Arábia ellen, az 56. percben váltotta Manuel Fernandest. Bekerült a 2018-as labdarúgó-világbajnokságra utazó keretbe.
A 2022-es világbajnokság második csoportmérkőzésén duplázott Uruguay ellen. 2023. szeptember 11-én három gólpasszt adott és egy gólt szerzett a Luxemburg elleni Európa-bajnoki selejtezőn. 2024. május 21-én Roberto Martínez szövetségi kapitány kihirdette 26 fős Európa-bajnoki keretét, amelyben ő is szerepelt.

## Statisztika

### Klubcsapatokban
2025. április 10-én frissítve.
| Klub              | Szezon         | Bajnokság      | Bajnokság | Bajnokság | Kupa | Kupa  | Ligakupa | Ligakupa | Európai kupa | Európai kupa | Egyéb | Egyéb | Összesen | Összesen |
| Klub              | Szezon         | Bajnokság      | P.        | Gólok     | P.   | Gólok | P.       | Gólok    | P.           | Gólok        | P.    | Gólok | P.       | Gólok    |
| ----------------- | -------------- | -------------- | --------- | --------- | ---- | ----- | -------- | -------- | ------------ | ------------ | ----- | ----- | -------- | -------- |
| Novara            | 2012–2013      | Serie B        | 23        | 4         | 0    | 0     | —        | —        | —            | —            | —     | —     | 23       | 4        |
| Udinese           | 2013–2014      | Serie A        | 24        | 4         | 4    | 0     | —        | —        | 0            | 0            | —     | —     | 28       | 4        |
| Udinese           | 2014–2015      | Serie A        | 31        | 3         | 3    | 1     | —        | —        | —            | —            | —     | —     | 34       | 4        |
| Udinese           | 2015–2016      | Serie A        | 31        | 3         | 2    | 0     | —        | —        | —            | —            | —     | —     | 33       | 3        |
| Udinese           | Összes         | Összes         | 86        | 10        | 9    | 1     | —        | —        | 0            | 0            | —     | —     | 95       | 11       |
| Sampdoria         | 2016–2017      | Serie A        | 33        | 5         | 2    | 0     | —        | —        | —            | —            | —     | —     | 35       | 5        |
| Sampdoria         | Összes         | Összes         | 33        | 5         | 2    | 0     | —        | —        | —            | —            | —     | —     | 35       | 5        |
| Sporting CP       | 2017–2018      | Primeira Liga  | 33        | 11        | 5    | 1     | 4        | 0        | 14           | 4            | —     | —     | 56       | 16       |
| Sporting CP       | 2018–2019      | Primeira Liga  | 33        | 20        | 7    | 7     | 5        | 3        | 8            | 3            | —     | —     | 53       | 33       |
| Sporting CP       | 2019–2020      | Primeira Liga  | 17        | 8         | 1    | 0     | 4        | 2        | 5            | 5            | 1     | 0     | 28       | 15       |
| Sporting CP       | Összes         | Összes         | 83        | 39        | 13   | 8     | 13       | 5        | 27           | 12           | 1     | 0     | 137      | 64       |
| Manchester United | 2019–2020      | Premier League | 14        | 8         | 3    | 1     | —        | —        | 5            | 3            | —     | —     | 22       | 12       |
| Manchester United | 2020–2021      | Premier League | 37        | 18        | 3    | 1     | 3        | 0        | 15           | 9            | —     | —     | 58       | 28       |
| Manchester United | 2021–2022      | Premier League | 36        | 10        | 2    | 0     | 1        | 0        | 7            | 0            | —     | —     | 46       | 10       |
| Manchester United | 2022–2023      | Premier League | 37        | 8         | 6    | 3     | 5        | 2        | 11           | 1            | —     | —     | 59       | 14       |
| Manchester United | 2023–2024      | Premier League | 35        | 10        | 6    | 3     | 1        | 0        | 6            | 2            | —     | —     | 48       | 15       |
| Manchester United | 2024–2025      | Premier League | 30        | 8         | 3    | 2     | 3        | 2        | 10           | 4            | 1     | 0     | 47       | 16       |
| Manchester United | Összes         | Összes         | 189       | 62        | 23   | 10    | 13       | 4        | 54           | 19           | 1     | 0     | 280      | 95       |
| Karrier összes    | Karrier összes | Karrier összes | 414       | 120       | 47   | 19    | 26       | 9        | 81           | 31           | 2     | 0     | 570      | 179      |

1. ↑  Nyolc pályáralépés és egy gól a Bajnokok Ligájában, hat pályáralépés és három gól a  Európa-ligában
2. 1 2 3 4 5  Pályáralépés az Európa Ligában
3. ↑  Pályáralépés a Supertaça Cândido de Oliveira-ban
4. ↑  Pályára lépések az UEFA-bajnokok ligájában
5. ↑  Pályára lépés az angol szuperkupában

### A válogatottban
2025. március 23-án frissítve.
| Válogatott | Év     | Pályáralépés | Gól |
| ---------- | ------ | ------------ | --- |
| Portugália | 2017   | 2            | 0   |
| Portugália | 2018   | 9            | 1   |
| Portugália | 2019   | 8            | 1   |
| Portugália | 2020   | 6            | 0   |
| Portugália | 2021   | 15           | 4   |
| Portugália | 2022   | 13           | 7   |
| Portugália | 2023   | 10           | 6   |
| Portugália | 2024   | 13           | 6   |
| Portugália | 2025   | 2            | 0   |
| Összes     | Összes | 78           | 25  |

#### Válogatott góljai
| #  | Dátum                | Helyszín                                           | Ellenfél            | Gól | Eredmény | Kiírás                             |
| -- | -------------------- | -------------------------------------------------- | ------------------- | --- | -------- | ---------------------------------- |
| 1  | 2018. június 07.     | Estádio da Luz, Lisszabon, Portugália              | Algéria             | 2–0 | 3–0      | Barátságos mérkőzés                |
| 2  | 2019. november 17.   | Stade Josy Barthel, Luxembourg, Luxemburg          | Luxemburg           | 1–0 | 2–0      | Európa Bajnokság selejtező         |
| 3  | 2021. június 9.      | Estádio José Alvalade, Lisszabon, Portugália       | Izrael              | 1–0 | 4–0      | Barátságos mérkőzés                |
| 4  | 2021. június 9.      | Estádio José Alvalade, Lisszabon, Portugália       | Izrael              | 4–0 | 4–0      | Barátságos mérkőzés                |
| 5  | 2021. szeptember 4.  | Nagyerdei Stadion, Debrecen, Magyarország          | Katar               | 3–1 | 3–1      | Barátságos mérkőzés                |
| 6  | 2021. október 12.    | Estádio Algarve, Faro/Loulé, Portugália            | Luxemburg           | 3–0 | 5–0      | 2022-es világbajnokság-selejtező   |
| 7  | 2022. március 29.    | Estádio do Dragão, Porto, Portugália               | Észak-Macedónia     | 1–0 | 2–0      | 2022-es világbajnokság-selejtező   |
| 8  | 2022. március 29.    | Estádio do Dragão, Porto, Portugália               | Észak-Macedónia     | 2–0 | 2–0      | 2022-es világbajnokság-selejtező   |
| 9  | 2022. szeptember 24. | Fortuna Aréna, Prága, Csehország                   | Csehország          | 2–0 | 4–0      | 2022–2023-as UEFA Nemzetek Ligája  |
| 10 | 2022. november 17.   | Estádio José Alvalade, Lisszabon, Portugália       | Nigéria             | 1–0 | 4–0      | Barátságos mérkőzés                |
| 11 | 2022. november 17.   | Estádio José Alvalade, Lisszabon, Portugália       | Nigéria             | 2–0 | 4–0      | Barátságos mérkőzés                |
| 12 | 2022. november 28.   | Loszaíli Nemzeti Stadion, Loszaíl, Katar           | Uruguay             | 1–0 | 2–0      | 2022-es világbajnokság             |
| 13 | 2022. november 28.   | Loszaíli Nemzeti Stadion, Loszaíl, Katar           | Uruguay             | 2–0 | 2–0      | 2022-es világbajnokság             |
| 14 | 2023. június 17.     | Estádio da Luz, Lisszabon, Portugália              | Bosznia-Hercegovina | 2–0 | 3–0      | 2024-es Európa-bajnoki selejtező   |
| 15 | 2023. június 17.     | Estádio da Luz, Lisszabon, Portugália              | Bosznia-Hercegovina | 3–0 | 3–0      | 2024-es Európa-bajnoki selejtező   |
| 16 | 2023. szeptember 8.  | Tehelné pole, Pozsony, Szlovákia                   | Szlovákia           | 1–0 | 1–0      | 2024-es Európa-bajnoki selejtező   |
| 17 | 2023. szeptember 11. | Estádio Algarve, Faro, Portugália                  | Luxemburg           | 8–0 | 9–0      | 2024-es Európa-bajnoki selejtező   |
| 18 | 2023. október 16.    | Bilino Polje Stadion, Zenica, Bosznia-Hercegovina  | Bosznia-Hercegovina | 3–0 | 5–0      | 2024-es Európa-bajnoki selejtező   |
| 19 | 2023. november 19.   | Estádio José Alvalade, Lisszabon, Portugália       | Izland              | 1–0 | 2–0      | 2024-es Európa-bajnoki selejtező   |
| 20 | 2024. március 21.    | Estádio D. Afonso Henriques, Guimarães, Portugália | Svédország          | 3–0 | 5–2      | Barátságos mérkőzés                |
| 21 | 2024. június 4.      | Estádio José Alvalade, Lisszabon, Portugália       | Finnország          | 3–0 | 4–2      | Barátságos mérkőzés                |
| 22 | 2024. június 4.      | Estádio José Alvalade, Lisszabon, Portugália       | Finnország          | 4–2 | 4–2      | Barátságos mérkőzés                |
| 23 | 2024. június 22.     | Signal Iduna Park, Dortmund, Németország           | Törökország         | 3–0 | 3–0      | 2024-es labdarúgó-Európa-bajnokság |
| 24 | 2024. szeptember 8.  | Estádio da Luz, Lisszabon, Portugália              | Skócia              | 1–1 | 2–1      | 2024–2025-ös UEFA Nemzetek Ligája  |
| 25 | 2024. november 15.   | Estádio do Dragão, Porto, Portugália               | Lengyelország       | 3–0 | 5–1      | 2024–2025-ös UEFA Nemzetek Ligája  |

## Sikerei, díjai

### Klubcsapatok
Sporting CP
- Taça de Portugal: 2018–19[84]
- Taça da Liga: 2017–18, 2018–19[85]

Manchester United
- Angol ligakupa: 2022–2023
- Angol kupagyőztes: 2023–2024

### Válogatott
Portugália
- UEFA Nemzetek Ligája: 2018–19[86], 2024–25

### Egyéni elismerés
- SJPF a Hónap Fiatal Játékosa: 
  - 2017. augusztus,[87]
  - 2017. szeptember[88]
  - 2017. október/november[89]
  - 2018. február[90]
  - 2018. április[91]
- Primeira Liga A Hónap Játékosa: 
  - 2017. augusztus[92]
  - 2017. szeptember[93]
  - 2018. április[94]
  - 2018. december[95]
  - 2019. február[96]
  - 2019. március[96]
  - 2019. április[97]
- Primeira Liga Az Év Játékosa:
  - 2017–18[98]
  - 2018–19[99]
- Primeira Liga Az Év Csapata:
  - 2017–18,[98]
  - 2018–19[99]
- Európa Liga A Szezon Csapata:
  - 2017–18[100]
  - 2019–20[101]
- Sporting CP Az Év Futballistája:
  - 2018[102]
  - 2019[103]
- CNID Az Év Futballistája:
  - 2019[104]
- UEFA Nemzetek Ligája A Torna Csapata: 2018–19[105]
- Premier League A Hónap Játékosa (PFA Fans):
  - 2020. február[106]
  - 2020. június/július[107]
  - 2025. március
- Premier League – A hónap játékosa díj:
  - 2020. február[108]
  - 2020. június[109]
  - 2020. november[110]
  - 2020. december
  - 2025. március[65]
- Premier League – A hónap gólja díj:
  - 2020. június[111]
  - 2021. február
  - 2023. szeptember[4]
- Európa Liga-gólkirály: 2019–20 (8 gól),[112] 2024–25 (7 gól)
- Sir Matt Busby-díj: 2019–20,[113] 2020–21, 2023–24, 2024–25[67]

## Külső hivatkozások
- Bruno Fernandes adatlapja a Transfermarkt oldalán (angolul)
- Bruno Borges Fernandes adatlapja a Soccerway oldalon (angolul)

| Előző Harry Maguire | A Manchester United FC csapatkapitánya 2023–napjainkig | Következő Betöltetlen |